# Guerra civil española en la provincia de Salamanca

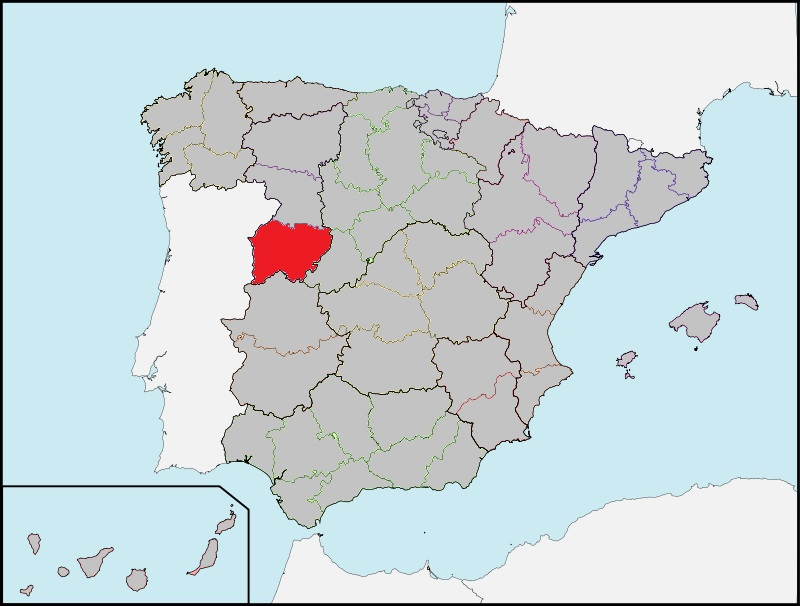
Ubicación de la provincia de Salamanca en la España de la época

La guerra civil española (1936-1939) tuvo un desarrollo desigual en las provincias de la actual comunidad autónoma de Castilla y León. En la provincia de Salamanca, que contaba con dos regimientos, los sublevados declararon el estado de guerra el 19 de julio de 1936 y se hicieron  con el control de la ciudad y la provincia en unos cuantos días, con no mucha dificultad salvo por la resistencia en Béjar y Ciudad Rodrigo. Después de ello, se formaron algunas columnas de militares y voluntarios falangistas para unirse a las fuerzas que desde Valladolid pretendían tomar la capital de España. Casi de inmediato se organiza una sangrienta represión siendo asesinados la mayoría de los alcaldes electos del Frente Popular y son frecuentes las "sacas", siendo ajusticiados sin juicio ni garantías campesinos en lugares cómo la Orbada, la finca de Llen,la Finca de la Rad.

## Fuerzas militares
Salamanca formaba parte de la VII división orgánica, con cuartel general en Valladolid. La guarnición estaba formada por el Regimiento de infantería «La Victoria» n.º 28, dirigido por el coronel Manuel Palenzuela Arias, y el Regimiento de caballería «Calatrava» n.º 2, comandado por el teniente coronel Enrique Salazar Ibáñez . Había también dos compañías del Cuerpo de Seguridad y Asalto —Guardia de Asalto— y una comandancia de la Guardia Civil. Comandante militar de la plaza era el general Manuel García Álvarez (jefe de la 14.ª brigada de infantería) y gobernador civil Miguel Cepas López, de Izquierda Republicana.

## Situación política
Provincia ganadera, su centenaria universidad era el emblema que la había hecho famosa, sobre todo —en los últimos tiempos— por la figura de su rector, Miguel de Unamuno. Otros famosos políticos salmantinos eran José María Gil-Robles, jefe nacional de la CEDA, y Filiberto Villalobos, del Partido Liberal Demócrata. El Bloque Agrario había logrado montar una poderosa organización en la provincia, si bien la UGT, a través de la FNTT, también había conseguido establecer la Casa del Pueblo en numerosas localidades de la provincia, al albur de la reforma agraria. En Béjar –la única ciudad industrial de la provincia- los obreros estaban bien organizados alrededor del sindicato socialista. Los dirigentes más cualificados de la izquierda eran el diputado socialista José Andrés y Manso, profesor de la Normal de Magisterio, el ugetista Manuel de Alba Ratero, ferroviario, y el catedrático Casto Prieto Carrasco, alcalde de la capital, de Izquierda Republicana.
En las elecciones de febrero de 1936 la provincia había enviado a las Cortes cuatro diputados de derechas sobre siete posibles, y tres del Frente Popular, siendo uno de ellos José Andrés y Manso. Sin embargo, en el proceso de revisión de las actas fueron anuladas las de tres diputados de la candidatura contrarrevolucionaria (Ernesto Castaño Arévalo, Ramón Olleros Gregorio y José María Lamamie de Clairac), que fueron sustituidos por dos del Frente Popular (Casto Prieto y Valeriano Casanueva) y un republicano independiente, el doctor Filiberto Villalobos.
En abril de 1936 se estableció en Salamanca el comandante retirado Fortea, enlace del general Mola, quien logró organizar un grupo conspirador, del que el comandante de infantería Francisco Jerez era uno de los impulsores, junto con el funcionario municipal y periodista Francisco Bravo Martínez, jefe de Falange Española en Salamanca, grupo que apenas contaba con un puñado de afiliados. Bravo y varios falangistas más estaban en la cárcel como detenidos gubernativos cuando estalló el alzamiento.

## El golpe de Estado
Al tenerse noticia de la sublevación militar en África, en la tarde del sábado 18 de julio, se reunieron en el Gobierno Civil el gobernador, el diputado Andrés y Manso, el alcalde y el comandante militar, quien dio garantías de que reinaba la tranquilidad en los cuarteles. Pero después el general García Álvarez recibió una llamada del general Saliquet desde Valladolid instándole a unirse a la sublevación, lo cual hizo el primero sin dudarlo. Al mediodía, una compañía de la guardia de asalto, al mando del capitán Jesús Valdés Oroz, salió para Madrid, siguiendo las órdenes del Gobierno. A mediodía del domingo 19 una compañía de infantería leyó en la Plaza Mayor el bando declarando el estado de guerra, en el que se establecía, entre otras cosas, la disolución del Ayuntamiento, dirigido por el Frente Popular. Al finalizar la lectura del bando se produjo un confuso altercado que dio como resultado que la tropa disparara indiscriminadamente contra la gente concentrada en la plaza, muriendo cuatro hombres y una niña .

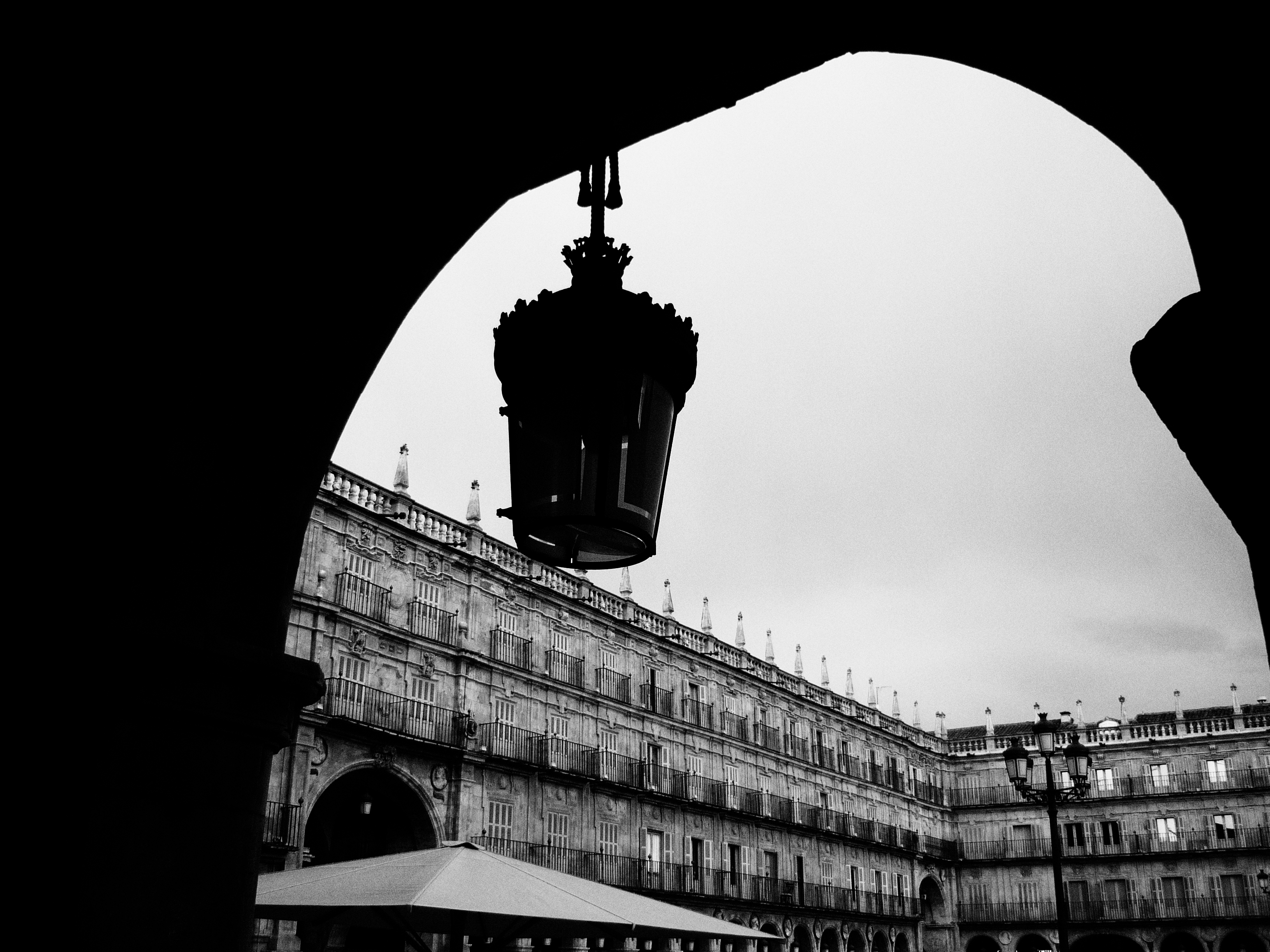
Plaza Mayor de Salamanca.

Esa misma mañana, los militares tomaron el Edificio del Ayuntamiento, el Gobierno Civil, Correos, la Telefónica, la emisora Inter Radio Salamanca y la estación del tren, y distribuyeron destacamentos por distintos lugares de la ronda interior y de las vías férreas que pasaban por la ciudad. Los falangistas que había en la cárcel fueron liberados y su jefe, Francisco Bravo, comenzó de inmediato a organizar sus milicias y grupos de choque. El general García Álvarez designó a los militares de su confianza que deberían sustituir a los cargos civiles: el comandante Francisco del Valle Marín, pasó a ser nuevo alcalde de la ciudad, el teniente coronel Rafael Santa Pau Ballester fue nombrado gobernador civil y el también militar Ramón Cibrán Finot, nuevo presidente de la Diputación.
Se declaró espontáneamente la huelga general, que duró varios días. Grupos obreros del barrio popular de Pizarrales y del vecino pueblo deTejares mantuvieron tiroteos esporádicos con los militares, sin conseguir nada. Mientras tanto, los socialistas trataban de organizar la resistencia en Ciudad Rodrigo, donde lograron mantener a la Guardia Civil dentro del cuartel hasta el lunes 20, pero finalmente llegó un grupo de guardias de refuerzo y se hicieron con el control de la ciudad, deteniendo al alcalde y a varios significados dirigentes del Frente Popular. En Béjar los obreros lograron también impedir que los guardias civiles salieran del cuartel y se hicieron fuertes en los accesos a la ciudad, impidiendo que el día 21 entrara un piquete falangista que había venido desde Salamanca. Como respuesta, ese mismo día marchó sobre Béjar una compañía de falangistas y otra de soldados de infantería, ocupando la ciudad sin resistencia. Se produjeron más de 400 detenciones.
Hubo conatos de resistencia más o menos simbólicos en Peñaranda de Bracamonte (donde hicieron descarrilar el tren correo) y otras pequeñas poblaciones, a la espera de que llegaran tropas leales al gobierno de la República o el convoy de mineros asturianos, pero la Guardia Civil logró hacerse con el control absoluto de la provincia en muy poco tiempo sin encontrar resistencia.
De inmediato fueron detenidos los principales dirigentes del Frente Popular, así como cientos de personas más en toda la provincia, que llenaron a rebosar la prisión provincial.
Falange Española formó en poco tiempo varias compañías, y Acción Popular y el Bloque Agrario formaron otra. La Cámara de Comercio creó una guardia cívica con seis compañías de "gentes de orden". El viernes 24 salió un batallón del regimiento de infantería La Victoria hacia el Alto del León, en la sierra de Guadarrama, teniendo un primer choque, de poca importancia, en Villacastín, y acampando finalmente en El Espinar. En él formaron como voluntarios unos doscientos muchachos falangistas.
El sábado 25 se constituyó el nuevo ayuntamiento golpista, del que formaban parte Miguel Íscar Peyra y Miguel de Unamuno. En ese mismo acto se izó por vez primera en los balcones del ayuntamiento la bandera bicolor roja y gualda. El domingo 26 salieron hacia Guadarrama varios camiones con soldados y milicianos, despedidos con grandes muestras de júbilo, y el lunes 27 salió para Ávila otro batallón del regimiento La Victoria. Este batallón se quedó en Ávila, que carecía de guarnición militar y estaba expuesta a los ataques de las fuerzas gubernamentales. El día 29 salieron dos escuadrones del regimiento de caballería Calatrava con la misión de ocupar Villacastín, y una columna motorizada organizada por el comandante de la Guardia Civil Lisardo Doval, compuesta por unos ochocientos hombres, entre guardias civiles, falangistas y requetés de Salamanca, Zamora y Cáceres, además de cinco sacerdotes y dos frailes dominicos del convento de San Esteban, con la intención de ocupar los pueblos de Ávila que se encontraban bajo control del Gobierno.
El 28 de septiembre se reunió en el "Campo del Hospicio" cerca de Salamanca, la Junta de Defensa Nacional, eligiendo al general Francisco Franco como Generalísimo de los ejércitos nacionales y jefe del Gobierno del Estado, pero en la Ley de Estructuración del Nuevo Estado español, del 1 de octubre, que daba paso a la Junta Técnica del Estado, Franco aparecía como Jefe del Estado. A partir de esa fecha se instaló en Salamanca, concretamente en el Palacio Episcopal, el Cuartel General del Generalísimo. En octubre de 1937 Francó fijó su residencia en Burgos, aunque el Cuartel General oficialmente siguió en Salamanca hasta el final de la guerra.

## El acto del 12 de octubre de 1936 en el paraninfo de la Universidad de Salamanca
Para la conmemoración del Día de la Raza, el 12 de octubre de 1936, a mediodía, se dispuso una presidencia de siete personas, encabezada por el rector Unamuno en representación del jefe del Estado, el general Franco. En principio la mesa presidencial estaba compuesta por varias autoridades militares y locales, pero una vez formada entró al paraninfo el general José Millán Astray, que fue recibido con una ovación, y poco después Carmen Polo, esposa de Franco, acompañada por su escolta, y el obispo Enrique Plá y Deniel. Tras algunos movimientos de recolocación de las autoridades, a la izquierda de Unamuno se sentaron el obispo Plá y Deniel, el general Millán Astray y otro militar. Y a la derecha de Unamuno se sentaron Carmen Polo, José María Pemán, miembro de la Junta Técnica del Estado, y el vicerrector, Esteban Madruga.
En los escaños del estrado se sentaban los profesores del claustro, y entre el público que abarrotaba la sala había una densa mezcolanza de paisanos, falangistas, otros hombres de variopintos uniformes, militares y legionarios. Millán Astray iba siempre escoltado por un falangista, un requeté y un legionario armados.
Se reanudó el acto tras la incorporación de Carmen Polo, con unas palabras protocolarias de Unamuno, quien informó de que estaba allí en representación del jefe del Estado y dio paso a los oradores, cuyo nombre y orden había apuntado en un papel que sacó del bolsillo de la chaqueta. Los oradores hablaron desde la tribuna, dotada en esta ocasión de micrófono para retransmitir el acto por radio.
Habló José María Ramos Loscertales, que disertó sobre el descubrimiento de América y la expansión de la civilización cristiana gracias a España y Portugal. Luego intervino el fraile dominico Vicente Beltrán de Heredia para exaltar la misión de los dominicos y del padre Bartolomé de las Casas. En tercer lugar intervino Francisco Maldonado de Guevara, quien habló largamente criticando la querella entre Oriente y Occidente. Criticó la religión popular rusa y las sectas frenéticas de comunismo social, pero centró sus ataques en los catalanes y los vascos, a los que acusó de vivir a costa de los demás españoles. Unamuno empezó entonces a escribir en la hoja donde había apuntado los nombres. Siguió escribiendo durante la intervención de Pemán, que hizo un rimbombante y huero discurso sobre la hispanidad, el imperio y la civilización cristiana. Cuando terminó Pemán, Unamuno empezó a hablar desde el sitio presidencial con palabra firme y un punto irritada. La lejanía del micrófono impidió que se le oyera por la radio.
Unamuno dijo que no quería hablar, pero que se le había tirado de la lengua y debía hacerlo. Habló sobre la guerra internacional que se estaba ventilando en España para defender la civilización occidental cristiana y con ella la independencia nacional, pero esta era una guerra incivil, él había nacido arrullado por una guerra civil y sabía lo que decía; añadió que una cosa es vencer y otra convencer, una cosa es conquistar y otra convertir, que no se oían sino voces de odio, odio a la inteligencia que es crítica y diferenciadora, inquisitiva, mas no inquisición, y no se oía ninguna voz de compasión; censuró la fiereza y brutalidad de las mujeres, con la salvedad de que en la zona roja iban a combatir al frente armadas de fusiles y las mujeres salmantinas iban a ver los fusilamientos llevando al cuello crucifijos y escapularios, ¡qué pensaría de ello Santa Teresa!, negó la idea de la anti-España, que solo servía para sembrar el odio entre españoles, defendió la españolidad de los catalanes y los vascos, de lo cual eran ejemplo el obispo, catalán, y él mismo, un vasco que había ido a Salamanca a enseñar el castellano, y sostuvo que el imperio español no se basaba en la raza, sino en la lengua española, como José Rizal, ejemplo de la brutalidad agresiva e incivil de los militares.
Cuando mencionó a Rizal, Millán Astray se puso en pie, golpeó la mesa con la mano, fuera de sí, y gritó: ¡Muera la intelectualidad traidora!
Una gran ovación, respondió al exabrupto del general. Algunos profesores protestaron. El profesor Ramón Bermejo gritó: "!Aquí estamos en la casa de la inteligencia!". Pemán exclamó: "No digamos muera la inteligencia, digamos mueran los malos intelectuales".  Cayó sobre Unamuno una lluvia de insultos e imprecaciones de una parte del público, al tiempo que Millán se colocaba delante de la mesa para lanzar una breve y confusa arenga justificando el alzamiento militar. Se formó un tremendo barullo entre el público, con profusión de griterío por parte de los falangistas y legionarios, algunos de los cuales amartillaron las pistolas. Millán terminó diciendo a Pemán que siguiera haciendo patria en los frentes de batalla y ordenó tajante: -¡Unamuno, dé el brazo a la señora del jefe del Estado y acompáñela a la puerta a despedirla! –iniciando la marcha hacia la salida del paraninfo, tras lo cual Unamuno dio el brazo a Carmen Polo y se encaminó a la salida, seguidos por los restantes miembros de la mesa presidencial y en desorden los atemorizados profesores del claustro.
El obispo Plá y Deniel, el rector Unamuno, doña Carmen Polo, el general Millán Astray y las respectivas escoltas, salieron de la Universidad por la puerta principal, entre una muchedumbre de paisanos, falangistas, requetés, legionarios y militares. En la plaza de Anaya les esperaba el coche oficial del general Franco, rodeado de una masa de curiosos expectantes, mientras un par de guardias urbanos trataban de poner orden y los escoltas abrían hueco hasta el coche.
Los falangistas, en el vestíbulo, hicieron el saludo fascista y cantaron el "Cara al sol" mientras Carmen Polo entraba en el coche oficial. Detrás, Millán Astray, Unamuno y el obispo se despidieron formalmente. El general entró en el coche oficial. Eran las dos de la tarde.
Millán acompañó a Carmen Polo hasta el cuartel general, situado a escasos doscientos metros, en el palacio del obispo, y luego se dirigió al banquete con el que el alcalde obsequió a los oradores y autoridades del acto central del Día de la Raza. Unamuno, por su parte, se fue a comer a su casa, en la calle Bordadores, y después de comer, como de costumbre, fue a tomar café al Casino. Allí, algunos contertulios le insultaron y abuchearon, produciéndose una situación muy tirante, hasta que su hijo Rafael, avisado telefónicamente por alguien, se presentó en el Casino para proteger a su padre y llevarlo a casa.

## Bombardeos
Alejada de los frentes de combate en tierra, los bombardeos efectuados por la Aviación Republicana fueron las únicas acciones militares que se desarrollaron durante la contienda sobre el territorio de la provincia de Salamanca. A modo de resumen, los bombardeos que sufrió la provincia fueron los que se exponen en la siguiente lista:
- 30 de octubre de 1936: una escuadrilla formada por tres aviones bombardeó el aeródromo de San Fernando. El ataque se produjo a las 8:20 de la mañana y tuvo como objetivo la destrucción de los trimotores alemanes Junkers 52 con base en el referido campo de vuelo que desde finales de agosto venían siendo empleados profusamente para bombardear Madrid.[2][3]
- 1 de noviembre de 1936: de acuerdo con la información publicada en la prensa republicana, que cita informaciones oficiales, una escuadrilla de reconocimiento localizó y bombardeó ese día el Aeródromo de Salamanca.[4][5][nota 4]
- 16 de noviembre de 1936: se produce el primero de los bombardeos de que fue objeto durante la guerra la ciudad de Salamanca. Hacia el mediodía, dos aviones que fueron identificados como "probablemente bombarderos rusos de tipo SB" arrojaron un total de nueve bombas que hicieron impacto en varios puntos de la población, principalmente en la estación de ferrocarril y su entorno y en las cercanías del puente sobre el río Tormes existente en la línea férrea de Portugal junto a la antigua estación de Tejares.[6][nota 5] El Palacio de Anaya, donde provisionalmente se hallaban instalados algunos de los nuevos departamentos y servicios del incipiente gobierno franquista,[nota 6] fue alcanzado por un solo proyectil, el cual no hizo explosión. Al parecer, el ataque dejó al menos cuatro heridos, pero no se produjeron víctimas mortales.[7][8][9][10][11][12][13]
- 30 de noviembre de 1936: dos escuadrillas compuestas por seis y cuatro aviones respectivamente efectúan a las ocho y media de la mañana un ataque simultáneo sobre la estación de ferrocarril de Salamanca y los aeródromos de Arauzo y San Fernando.[14][15][16] En la capital salmantina murió un hombre al ser derribado del caballo que montaba y varias empleadas de una fábrica resultaron heridas al ser alcanzada esta por las bombas.[17]
- 1 de diciembre de 1936: dos aviones atacaron a las ocho de la mañana el aeródromo de Arauzo, lanzando catorce proyectiles sobre el mismo.[18][19]
- 2, 5 y 16 de diciembre de 1936: según algunas informaciones dichos días se produjueron incursiones por parte de escuadrillas de bombardeo republicanas sobre la provincia de Salamanca .[20] El objetivo en las supuestas incursiones de los días 2 y 5 se desconoce mientras que el de la del día 16 habría sido el aeródromo de Arauzo. En los partes de operaciones de la Jefatura del Aire Nacional correspondientes a los citados días no aparece información relativa a dichas acciones; la verdadera existencia de las citadas incursiones no ha podido comprobarse por el momento.
- 18 de diciembre de 1936: se produce un nuevo bombardeo sobre la estación de ferrocarril de Salamanca, cuyo objetivo son los talleres centrales de material móvil de la Compañía Nacional del Oeste. Algunas de las bombas se desviaron del objetivo y alcanzaron un grupo de viviendas del barrio de Puente Ladrillo. El ataque se saldó con un balance de cuatro víctimas mortales (dos mujeres y dos niños);[nota 7] además hubo varios heridos.[21][22] El parte de operaciones de la Aviación Republicana de ese día[23] indica que el objetivo primordial del ataque eran los aeródromos cercanos a la capital salmantina (Matacán y Arauzo, probablemente), pero que el ataque a éstos no pudo ejecutarse debido a no poder ser localizados los mismos por hallarse cubiertos de nubes, por lo que se decidió bombardear alternativamente la estación de Salamanca.Pequeño refugio antiaéreo construido durante la guerra civil en la plaza de Castañeda de Tormes, aldea del municipio de Villagonzalo de Tormes situada a escasos metros de la base aérea de Matacán; uno de los pocos ejemplos que se conservan en la provincia de Salamanca.

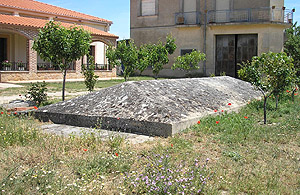
Pequeño refugio antiaéreo construido durante la guerra civil en la plaza de Castañeda de Tormes, aldea del municipio de Villagonzalo de Tormes situada a escasos metros de la base aérea de Matacán; uno de los pocos ejemplos que se conservan en la provincia de Salamanca.

- 3 de julio de 1937: poco después de las seis de la mañana una escuadrilla compuesta por varios aviones atacó Alba de Tormes;[24] los referidos aparatos dejaron caer sobre la población un número no bien determinado de proyectiles de 50 y 100 kilos, que hicieron impacto en el exterior del Hospital de Santiago (dos bombas), en la calle Santa María y cercanas y en la estación de ferrocarril. Según algunas fuentes, tras el bombardeo, el casco urbano de la localidad fue ametrallado.[25][26][27][nota 8] El ataque dejó cinco muertos (un Guardia Civil, un hombre de 46 años y tres niños) y una docena de heridos, cuatro de ellos graves;[28] entre estos se contabilizaron al menos otros tres fallecimientos en los días posteriores (dos mujeres y una niña cuyo deceso se produjo en los hospitales de Salamanca a los que fueron trasladas).[nota 9] Durante la incursión, los mismos aviones que bombardearon Alba de Tormes también atacaron las cercanías de la capital salmantina -lanzando tres bombas junto al pueblo de Villares de la Reina[nota 10] y cortando la vía férrea hacia Zamora,[nota 11]- así como el Aeródromo de Matacán, -en cuyas proximidades lanzaron dos bombas sin causar daños-.[29] Las escasas referencias a la acción que aparecen en la prensa republicana la presentan como un ataque efectuado contra el cuartel general del mando nacional en Salamanca, sin citar el bombardeo a la villa albense.[30][31] En la prensa salmantina, la publicación de la noticia del ataque quedó reducida a un texto de apenas cuarenta palabras que se limitó a informar de haber habido algunas víctimas y a calificar el hecho de «criminal por no existir en la villa objetivo militar alguno».[32][33] Posteriormente, los diarios de la ciudad no se volvieron a referir al suceso, excepto un artículo referente al entierro de las víctimas mortales y otro artículo publicado cinco días después del ataque para anunciar un festejo taurino en favor de los damnificados.[22][34][35][36]
- 25 de julio de 1937: de acuerdo con las informaciones recogidas en varios diarios republicanos, a primeras horas de la tarde de ese día una escuadrilla de nueve aviones bombardeó el nudo ferroviario de La Fuente de San Esteban y varias vías de comunicación en puntos cercanos a Salamanca.[37][38][39][nota 12] El parte de operaciones del Estado Mayor del Ejército Nacional correspondiente al mismo día,[40] así como la información referente al ataque enviada por el Gobierno Civil de Salamanca al Cuartel General de Franco en Burgos[41] mencionan la incursión, pero no hacen referencia a que la indicada estación ferroviaria fuera atacada;[nota 13] los aviones -ocho según la primera de las fuentes citadas y cinco de acuerdo con la segunda- lanzaron 47 bombas sobre el tramo de la carretera de Salamanca al Muelle de Fregeneda comprendido entre los kilómetros 84 y 86, situado inmediatamente al oeste de la localidad de Cerralbo, cortando la referida vía y las líneas telegráficas y telefónicas que discurrían junto a la misma, sin causar víctimas.[nota 14] El boletín de operaciones de la Primera Región aérea de la Aviación Republicana correspondiente a ese día se refiere igualmente a la acción, informando que nueve aparatos tipo katiuska realizaron una incursión con objeto de bombardear un objetivo que no se cita ,[nota 15] el cual no pudo ser alcanzado por haber sido interceptada la formación por 20 cazas enemigos sobre Alba de Tormes, habiéndose visto obligada la misma a huir y lanzando las bombas sobre la estación de Fuentes de San Esteban.[42]
- 27 de julio de 1937: a las 13:50 siete aparatos del tipo  "Katiuska" bombardean el aeródromo de Matacán. Pocos minutos antes, otra escuadrilla formada por cinco bombarderos del mismo tipo que los anteriores que había intentado atacar sin éxito el Aeródromo de Ávila lanzó su carga en campo abierto en las proximidades de Cantalapiedra antes de iniciar el viaje de regreso a sus bases. En la acción no se produjeron víctimas.[43][44] En el aeródromo salmantino las bombas arrojadas cayeron sobre la pista de despegue y dos aviones resultaron ligeramente tocados por la metralla.[45]
- 30 de julio de 1937: diarios de la zona franquista publican la noticia de haberse producido ese día un intento de ataque aéreo contra la ciudad de Salamanca, el cual habría sido rechazado sin que la fuerza atacante pudiese alcanzar su objetivo.[46] Tanto el parte de operaciones de la Aviación republicana[47] como el de la Aviación Franquista correspondientes al mismo día, sin embargo, no recogen información referente a acción alguna sobre la ciudad, ni sobre otros puntos de la zona Oeste de España. Hipotéticamente la noticia se referiría a la incursión de una escuadrilla de bombardeo sobre la provincia salmantina del día 25 de julio, asumiendo que el objetivo de la formación de bombardeo atacante pudiese ser la capital salmantina.
- 1 de agosto de 1937: a las once y cuarenta minutos de la mañana cuatro aviones bombardearon el Aeródromo de Matacán. A consecuencia del ataque murió un soldado y otro resultó herido.[48][49]

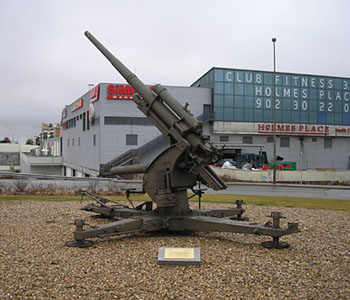
Cañón antiaéreo alemán FLAK calibre 88 mm expuesto en una rotonda del barrio madrileño de Fuencarral. Varias piezas similares a la de la imagen fueron empleadas durante la guerra en la defensa de Salamanca contra los ataques de la Aviación Republicana. El núcleo principal de la artillería antiaérea que protegía la ciudad se instaló en la zona alta del barrio de Pizarrales, hecho que dejó su reflejo en la toponimia de dicho lugar, que paso a ser conocido desde entonces como "Teso de los Cañones".

- 21 de enero de 1938: la ciudad de Salamanca fue objeto del bombardeo con mayor número de víctimas que sufrió a lo largo de la contienda. Dio comienzo a las once y cuarenta y cinco minutos de la mañana y fue llevado a cabo por una escuadrilla formada por alrededor de una veintena de aviones que llegaron distribuidos en tres grupos, solamente dos de los cuales, formados por siete y nueve aparatos respectivamente, llevaron a cabo el ataque, mientras el tercer grupo permaneció en observación a unos diez kilómetros al sur de la ciudad, sin llegar a acercarse en ningún momento a la misma; los aparatos que ejecutaron la acción realizaron varias pasadas sobre la población a una altura de unos cinco mil metros durante quince minutos. Según informaciones publicadas en la prensa republicana, se lanzaron en el ataque ocho toneladas y media de bombas;Cañón antiaéreo alemán FLAK calibre 88 mm expuesto en una rotonda del barrio madrileño de Fuencarral. Varias piezas similares a la de la imagen fueron empleadas durante la guerra en la defensa de Salamanca contra los ataques de la Aviación Republicana.[50] El núcleo principal de la artillería antiaérea que protegía la ciudad se instaló en la zona alta del barrio de Pizarrales, hecho que dejó su reflejo en la toponimia de dicho lugar, que paso a ser conocido desde entonces como "Teso de los Cañones".los informes referentes al mismo elaborados por el Cuartel General del Ejército Nacional en Burgos, basados en la información suministrada por los Gobiernos Civil y Militar de Salamanca, cifran el número de bombas arrojadas sobre la ciudad en "unas quince", cuatro de las cuales no explosionaron, recuperándose intactas posteriormente. Otras fuentes no oficiales cifran el número de bombas arrojadas en el ataque en doce[51] y veinticuatro.[22] Los proyectiles alcanzaron varios puntos del casco urbano, siendo las zonas más afectadas las calles Concejo,[nota 16] en el centro histórico ,[52] y las de Padre Cámara y Velázquez, en el barrio de Garrido .[nota 17] Los citados informes oficiales también recogen el lanzamiento de bombas sobre la playa de vías de la estación de ferrocarril (una) y las inmediaciones del cuartel General Arroquia (dos),[nota 18] las cuales al explosionar causaron escasos daños.[53] Otros dos lugares alcanzados por las bombas fueron la calle Zamora, a la altura del número 7, donde se situaba el patio del antiguo colegio de las Jesuitinas, cuyo edificio resultó dañado, y la Acera del Jesús, en las cercanías del convento de las Bernardas.[54][nota 19] Los efectos del ataque se dejaron sentir también en las calles Milicias Nacionales, Vázquez Coronado y en la plaza de la Cárcel Vieja, donde cayó una bomba de doscientos kilos.[51][nota 20] También existe constancia de la caída de proyectiles en las cercanías de los depósitos de la Campsa, -situados en el extremo NE de la estación de ferrocarril- y de la estación transformadora de electricidad existente en el camino del Cementerio. En el término municipal de Cabrerizos fueron lanzadas tres bombas en las cercanías del ferrocarril Ávila - Salamanca, resultando como consecuencia una persona herida. Un informe del mando nacional fechado tres días después del ataque refiere que el número de víctimas personales fue de "Ocho muertos, dos heridos muy graves, siete graves y treinta y dos leves" (cuatro heridos acabarían falleciendo también, elevando el número de víctimas mortales a doce), y que "resultaron derruidos siete edificios y algunos otros con desperfectos".[53] Las circunstancias meteorológicas permitieron a los aviones que efectuaron el bombardeo llevar a cabo el mismo prácticamente sin oposición alguna, ya que las dos baterías antiaéreas encargadas de la defensa de la capital salmantina -una fija del calibre 75 mm y otra móvil del 88-, no pudieron hacer fuego con precisión debido a la niebla que cubría la zona donde se hallaban emplazadas, "habiendo de limitarse a hacer tiro de barrera (un total de 385 disparos) en la dirección de los sectores que les señaló el servicio de observación".[53] El ataque concluyó a las doce y cinco minutos, momento en que comenzaron a retirarse las escuadrillas atacantes, que se alejaron en tres direcciones diferentes (hacia Cáceres, Toledo y Valladolid). Sus aparatos se deshicieron en despoblado de los proyectiles que no emplearon en el bombardeo, los cuales fueron lanzados en las cercanías de Valdemierque (seis bombas que cayeron a un kilómetro del pueblo), en Calvarrasa de Arriba (Ocho proyectiles que cayeron en las proximidades del pueblo y de la alquería -hoy abandonada- del Otero de María Asensio), Villagonzalo de Tormes (A un kilómetro de la población en dirección a Machacón, donde fueron lanzadas once bombas) y Garcihernández (seis proyectiles, uno de los cuales no estalló); en ninguno de dichos lugares se produjeron daños personales y los materiales se limitaron "a los habidos en las siembras".[53] La circunstancia de haber sido lanzadas bombas en las proximidades de los aeródromos de Matacán y Arauzo que cita el Parte de Operaciones de la Jefatura del Aire del Estado Mayor Nacional de ese día, probablemente se refiera al lanzamiento de los proyectiles sobrantes en las cercanías de las dos últimas poblaciones mencionadas.[55][56][57][58][59][60][61][62][63][64][65][66][67][68][69][70]
- 28 de enero de 1938: a las once y veinticinco minutos de la mañana comienza el último ataque aéreo que sufriría la capital de la provincia a lo largo de la guerra, el cual fue llevado a cabo por parte de una escuadrilla formada por 15 bombarderos del tipo "Katiuska". Debido a la intensidad del fuego antiaéreo la incursión fracasó;[71] Tras casi una hora intentando sobrevolar la ciudad sin conseguirlo, la fuerza atacante se retiró dejando caer varios de los aviones sus bombas en despoblado, en los altos situados entre la ciudad y la localidad de Cabrerizos,[72] al parecer sin causar daños; uno de los aparatos dejó caer una única bomba sobre el casco urbano de Aldeatejada, cuya explosión causó heridas a tres niños que salían de la escuela. Otro aparato se dirigió a la zona Oeste de la provincia, sobrevolando las proximidades de Vitigudino y lanzando cuatro de sus bombas cerca de la localidad de Encinasola de los Comendadores. En la acción uno de los bombarderos atacantes fue alcazado por el fuego enemigo, viéndose obligado a tomar tierra antes de poder llegar a sus líneas.[nota 21] En el momento en que se produjo la acción, solamente se contaba con un avión de caza en los aeródromos salmantinos -en concreto en Matacán-, el cual se enfrentó a los bombarderos atacantes, con resultado desconocido.[53][73][74][75][76][77] Existen informaciones en la prensa del bando sublevado a que en el viaje de vuelta a sus bases los aviones atacantes ametrallaron varias localidades situadas a una veintena de kilómetros de la capital charra, sin que se haga mención expresa al nombre de las mismas; dicha información no ha podido ser, por el momento, verificada, aunque la ausencia de referencias al respecto en la documentación oficial del bando nacional que se ha conservado parece indicar que tal acción no se produjo.[78] El Gobierno de la República informaría que tanto este ataque como el del día 21 habían sido realizados en represalia por los bombardeos que los franquistas venían realizando sobre ciudades de la retaguardia de su territorio, especialmente los llevados a cabo sobre Barcelona.[62][66][79][80]

Actualmente no existe ninguna fuente en la que se recoja detallada y exactamente el número de víctimas y el volumen de daños materiales causados por los bombardeos llevados a cabo sobre la provincia de Salamanca por parte de la Aviación Republicana. El análisis de la diferente documentación dispersa que contiene información referente al tema permite establecer que en total, los mencionados ataques causaron en conjunto aproximadamente un centenar de víctimas, la cuarta parte mortales; en casi todos los casos se trató de civiles. En una de las pocas fuentes documentales en las que se tratan conjuntamente los daños personales causados por los bombardeos efectuados sobre la provincia de Salamanca -un telegrama enviado por el Gobierno Militar Salmantino al Cuartel General de Burgos a mediados de julio de 1938 -, se cifra en 92 el número de víctimas habidas en los distintos ataques que sufrió la provincia, distribuidas en 22 muertos y 70 heridos; el cómputo de víctimas que se obtiene de la información de otras fuentes que tratan los distintos bombardeos por separado arroja cifras similares. De los doce bombardeos efectuados por la Aviación Republicana sobre territorio salmantino, tres fueron puramente dirigidos sobre la población civil (Los efectuados el 3 de julio de 1937 sobre Alba de Tormes y los días 21 y 28 de enero de 1938 sobre Salamanca y Aldeatejada). Dichos ataques concentraron la mayor parte del total de víctimas (unas setenta, incluyendo veinte de las mortales). Siete ataques parecen tener como objetivo principal los aeródromos militares utilizados por la aviación del enemigo, en los cuales apenas se causaron daños tanto en sus instalaciones como en los aviones estacionados en los mismos. En los dos restantes ataques -los llevadas a cabo los días 16 de noviembre de 1936 y 25 de julio de 1937-, el objetivo principal no ha podido ser determinado. En una buena parte de los ataques se bombardearon objetivos complementarios o secundarios sobre los que se aprovechó la carga ofensiva transportada por los aviones atacantes en aquellos casos en los que no fue posible bombardear el objetivo principal o bien sobraron proyectiles tras atacar este. Entre ellos destaca la estación de ferrocarril de la capital salmantina, potencial importante punto de almacenamiento de material de guerra, así como uno de los principales nudos de la red ferroviaria de la zona sublevada y ubicación de uno de los pocos centros especializados en mantenimiento de material ferroviario con que se contaba en la misma. Pese a su relativo interés como objetivo militar, parece no obstante que la estación salmantina nunca constituyó objetivo principal de ningún ataque (salvo quizás el del día 16 de noviembre de 1936 y una de las incursiones del día 30 de dicho mes, aunque no se tiene constancia de si fue o no así). En menor medida, como objetivos secundarios también fueron atacados varios de los ferrocarriles y carreteras que discurrían por la provincia. Como en el caso del resto de objetivos atacados, los daños en ellos fueron muy escasos e inmediatamente reparados, no afectando nunca a elementos de la infraestructura como puentes o tramos de difícil reposición.
Curiosamente, el último jefe de la aviación militar republicana fue el coronel Manuel Cascón Briega, originario de Ciudad Rodrigo.